# イトマキヒトデ
イトマキヒトデ（糸巻海星、糸巻人手、Patiria pectinifera） は、ヒトデ綱イトマキヒトデ科のヒトデで、輻長は7cmほどに成長する。表面の色は濃青緑から黒色に近い地色に、赤いまだら模様がある。裏面は、管足が密生している。

## 分布
黄海から日本沿岸・亜庭湾・千島列島南部まで分布する。
日本では最も普通に見られるヒトデである。

## 生態
主に岩場に貼りつきながら生活し、口側(腹側)に密生する管足で移動し、動物の死骸や貝類を食べる。

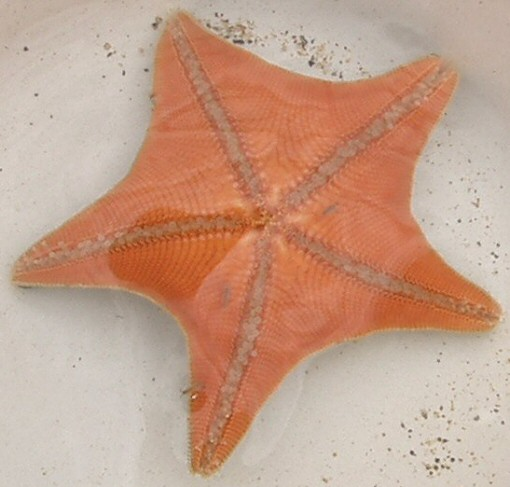
イトマキヒトデ（腹側）

## 形態
一般的に足は5本であるが、時折4本や6本、稀にそれ以上の分岐を持つ個体も存在する。足の間の切れ込みは浅く、やや丸みを帯びた星型をしている。裏側は多くが黄色やオレンジになっている。

## 白化個体
鳥取県大山町の海岸で2011年11月に見つかった。「とっとり賀露かにっこ館」に展示されている。